# Diari Oficial de la República Italiana
El Diari Oficial de la República Italiana (en italià:Gazzetta Ufficiale della Repubblica Italiana) és la font oficial de coneixement de les normes vigents a Itàlia. És una eina de difusió, informació i formalització de la legislació, els actes públics i privats que han arribat amb certesa al coneixement de tota la comunitat.